# 横浜市立本町小学校

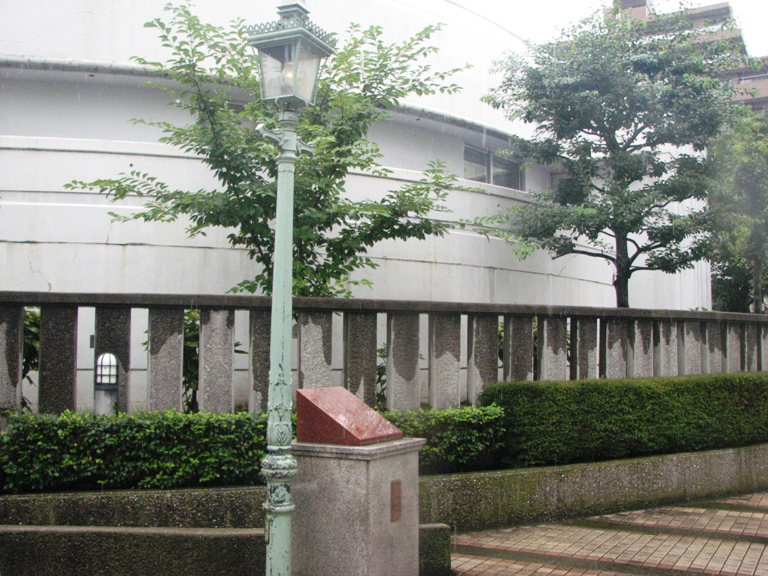
保存されているガス灯

横浜市立本町小学校（よこはましりつ ほんちょうしょうがっこう）は、神奈川県横浜市中区花咲町にある公立小学校。最寄り駅は桜木町駅。本校の近くにはみなとみらいや野毛町といった横浜を代表する地区が広がる。

## 沿革
- 1905年（明治38年） - 横浜市第一高等小学校としての創立が起源である。この高等小学校は、横浜市立尋常高等横浜小学校（通称、横浜小学校）より高等科を分離して設立された[1]。
- 1923年（大正12年） - 横浜市本町尋常高等小学校に改称。
- 1924年（大正13年） - 現在地に移転。
- 1941年（昭和16年） - 横浜市本町国民学校に改称。
- 1947年（昭和22年） - 横浜市立本町小学校（現名称）に改称。6・3制の施行により、前述の横浜小学校と老松小学校、吉田小学校を統合した。
- 2018年（平成30年） - 本校より分離新設して、横浜市立みなとみらい本町小学校を開校（同年4月より10年間限定）[2][3]。同校の名称は、「横浜市立みなとみらい小学校」「横浜市立みなとみらい本町小学校」の2案から本町小学校の児童の投票により決定した[4]。

## 特色
- 1927年（昭和2年）にアメリカから親善の人形（通称：『青い目の人形』）の「ブロッソン」が贈られた[5]。人形が現存する数少ない学校である。現在はレプリカを展示しており、実物は「横浜人形の家」に保存されている[6]。
- 教室と廊下の仕切りがないオープン方式を採用している。
- 授業研究会や発表会が頻繁に開催されており、質の向上に努めている。
- 本校は高島嘉右衛門によって1872年（明治5年）に始められた日本初のガス工場の跡地にあり、記念のガス灯が保存されている[7]。

## 著名な卒業生
- 松本純 - 前衆議院議員。
- 原由子 - サザンオールスターズのメンバー。
- 松本研 - 横浜市会議員。
- 田中優子 - 法政大学名誉教授、前法政大学総長。